# Edward Neville Syfret
Edward Neville Syfret (Città del Capo, 20 giugno 1889 – Londra, 10 dicembre 1972) è stato un ammiraglio britannico, ufficiale della Royal Navy durante il periodo della seconda guerra mondiale.

## Biografia
Nato a Città del Capo come secondo dei cinque figli di Edward Ridge Syfret, un medico chirurgo, dopo gli studi al Diocesan College si trasferì in Inghilterra dove si arruolò nella Royal Navy nel maggio 1905; frequentò il Britannia Royal Naval College di Dartmouth, da cui uscì nel novembre 1908 con il grado di guardiamarina e una specializzazione in artiglieria navale. Tenente di vascello dall'ottobre 1910, nel 1913 si sposò con Hildegarde Warner dalla quale ebbe poi un figlio (Edward Herbert Vyvyan Syfret, poi anche lui tenente di vascello della Royal Navy durante la seconda guerra mondiale) e una figlia. Durante la prima guerra mondiale Syfret servì come ufficiale d'artiglieria a bordo degli incrociatori leggeri HMS Aurora, HMS Centaur e HMS Curacoa; promosso capitano di corvetta nel 1917 e capitano di fregata nel 1922, dal 1924 al 1925 insegnò al Royal Naval College e nei due anni successivi fu ufficiale capo dell'artiglieria navale presso la Mediterranean Fleet. Promosso capitano di vascello nel 1929, dopo un incarico all'Ammiragliato comandò dal 1932 al 1934 l'incrociatore HMS Caradoc dislocato in forza al distaccamento in Cina.
Dopo aver comandato la scuola d’artiglieria navale presso la HMNB Devonport e aver ricoperto altri incarichi di stato maggiore, Syfret fu dal 1938 al 1939 comandante delle navi da battaglia HMS Ramillies prima e HMS Rodney poi, in forza alla Home Fleet; con l'inizio della seconda guerra mondiale, divenne segretario della Marina della Royal Navy ottenendo anche una promozione a contrammiraglio nel 1940. Dopo un breve incarico come comandante della 18ª Squadriglia incrociatori della Home Fleet nel 1941, il 10 gennaio 1942 Syfret ottenne la promozione a vice ammiraglio e il comando della Forza H di Gibilterra, con insegna sulla nave da battaglia HMS Malaya; in questa veste, diresse le operazioni navali britanniche durante la battaglia del Madagascar (operazione Ironclad, maggio 1942) e la battaglia di mezzo agosto (operazione Pedestal, agosto 1942): per la prima azione ottenne una menzione nei dispacci, per la seconda fu insignito dell'onorificenza di cavaliere di gran croce dell'Ordine del Bagno.
Lasciata la direzione della Forza H nel febbraio 1943, Syfret ricoprì la carica di Lord commissario dell'ammiragliato e di vice capo di stato maggiore della Royal Navy; conclusa la seconda guerra mondiale, nel novembre 1945 divenne comandante della Home Fleet con insegna sulla nave da battaglia HMS Nelson, ottenendo una promozione al grado di ammiraglio nel 1946. Ritiratosi dal servizio attivo nel 1948, Syfret morì nella sua casa di Highgate a Londra il 10 dicembre 1972.